# Анна Леополдовна
Анна Леополдовна/А́нна Ка́рловна, родена Елизабет Катарина Кристина фон Мекленбург-Шверин (на руски: А́нна Леопо́льдовна/ А́нна Ка́рловна/ Елизавета Катарина Кристина, принцесса Мекленбург-Шверинская; на немски: Anna Leopoldowna/ Elisabeth Katharina Christine Herzogin zu Mecklenburg-Schwerin; * 18 декември 1718, Росток; † 18 март 1746, Холмогори на Северна Двина, Северна Русив) е херцогиня от Мекленбург-Шверин и чрез женитба принцеса на Херцогство Брауншвайг-Люнебург. Като велика княгиня тя е регентка на Руската империя (1740 – 1741). Като правнучка на цар Алексей Михайлович Романов тя е по майчина линия наследничка на руския царски трон.

## Живот
Тя е единствената дъщеря на херцог Карл Леополд фон Мекленбург (1678 – 1747) и третата му съпруга руската велика княгиня Екатарина Ивановна (1692 – 1733), дъщеря на руския цар Иван V (1666 – 1696) и Прасковя Салтикова (1664 – 1723). Баща и е брат на София Луиза (1685 – 1735), която се омъжва 1706 г. за пруския крал Фридрих I (1657 – 1713). Майка ѝ е по-голяма сестра на руската императрица Анна Ивановна (1693 – 1740).
Майка ѝ Катарина Ивановна напуска баща ̀и и заедно с дъщеря си Елизабет Катарина Кристина го напуска през 1722 г. и се връща обратно в Русия. След като става руско-православна през 1732 г. тя получава името Анна Леополдовна.
Анна Леополдовна се омъжва на 14 юли 1739 г. в Санкт Петербург за принц Антон Улрих фон Брауншвайг-Волфенбютел (* 28 август 1714; † 4 май 1774) от род Велфи, вторият син на херцог Фердинанд Албрехт II фон Брауншвайг-Волфенбютел-Берн (1680 – 1735) и Антоанета Амалия фон Брауншвайг-Волфенбютел (1696 – 1762). Антон Улрих става така зет на крал Фридрих II от Прусия. Техният син Иван VI е определен от императрицата за неин бъдещ наследник под надзора на Ернст Йохан Бирон. Анна Леополдовна и нейният съпруг Антон Улрих не са допускани в управлението.
Анна Леополдовна става регентка и издига съпруга си на генералисимус на руската войска (1740 – 1741). Тя е свалена през нощта към 6 декември 1741 г. от Елисавета Петровна и с нейния съпруг и децата им са затворени в цитаделата на Рига, по-късно отвлечени в Даугавгрива и по-късно в Холмогори в Архангелска област, където умира на 27 години на 18 март 1746 г. след раждането на нейното пето дете. Погребана е в църквата на манастир Александър-Невски в Санкт-Петербург.
Екатерина II през 1762 г. предлага на Антон Улрих да напусне Русия без децата си (по политически причини). Той предпочита затвора с децата си и умира почти ослепял на 4 май 1774 г. Неговият син Иван е убит още през 1764 г. в Шлиселбург. Останалите му четири деца са освободени през 1780 г. Екатерина II им отказва годишна заплата и ги изпраща в Дания, където живеят в Хорсенс в Ютландия. Кралицата вдовица на Дания, Юлиана Мари фон Брауншвайг, е по-малка сестра на Антон Улрих.

## Деца
Анна Леополдовна и Антон Улрих фон Брауншвайг-Волфенбютел имат децата:
- Иван VI (1740 – 1764), император (1740 – 1741)
- Екатерина (1741 – 1807)
- Елизабета Антоновна фон Брауншвайг (1743 – 1782)
- Петър Антонович фон Брауншвайг (1745 – 1798)
- Алексей Антонович фон Брауншвайг (1746 – 1787)